# 船木村 (愛媛県)
船木村（ふなきむら）は愛媛県東予地方の新居郡にあった村である。
1955年（昭和30年）に、泉川町・中萩町・大生院村とともに新居浜市へ編入合併され、自治体としては消滅した。現在の新居浜市の南東部の平地から丘陵地にかけての地域。地元で「上部」（じょうぶ）と呼ばれる新居浜市南部地域の一部。

## 地理
現在の新居浜市の南東地域。大半の地域は、赤石山系から流れ出す小河川の扇状地上に位置する。東は宇摩郡土居町（合併前は関川村）に、西は国領川を境に角野町に接する。北は泉川町及び新居浜市に、南は赤石山系の山嶺を境に宇摩郡別子山村と接する。
山
西赤石山、下兜山、上兜山、物住頭
河川
国領川、種子川 本谷　西ノ谷川
村名の由来
鎌倉時代から船木の名は見える。また、古くは「舟木」とも書いた。

## 歴史

### 略史
藩政期
- 西条藩領。種子川山は宝永元年からは幕府領。赤石山系の山々を越えた地には別子銅山があり、山越えの運搬路もあったことから、重視され、近隣村とともに幕府領に編入されたものとされる。

明治以降
- 1911年（明治44年） - 国領川に橋が架かり、角野村・泉川村との行き来が便利になる。
- 1952年（昭和27年） - 川東の4箇村（松神子・郷・垣生・宇高）の所有であった池田池が当村に譲渡される。

### 村の沿革
- 1889年（明治22年） 12月15日 - 町村制施行により新居郡船木（ふなき）、種子川山（たねがわやま）の2村が合併して、新居郡船木村として発足。大字船木に役場をおく。
- 1955年（昭和30年） 3月31日 - 中萩町、泉川町、大生院村とともに新居浜市へ編入合併し、船木村は自治体としては消滅した。

```
船木村の系譜
（町村制実施以前の村）（明治期）　　　　　　　　　　　（昭和の合併）　　　　　（平成の合併）
　　　　　　　　　　　町村制施行時

船木　━━━━┓
　　　　　　　┣━船木村━━━━━━━━━━━━━━━━━━━┓
種子川山　━━┛　　　　　　　　　　　　　　　　　　　　　　　┃
　　　　　　　　　　　　　　　　　　　　う　　　　　　　　　　┃
　　　　　　　　　泉川村━━━━━━━━泉川町━━━━━━━━┫昭和30年3月31日
　　　　　　　　　　　　　　　　　　　　　　　　　　　　　　　┃　編入
　　　　　　　　　大生院村━━━━━━━━━━━━━━━━━━┫
　　　　　　　　　　　　　　　　　　　　お　　　　　　　　　　┃
　　　　　　　　　中萩村━━━━━━━━中萩町━━━━━━━━┫
　　　　　　　　　　　　　あ　　　　い　　　　　　　　か　　　┃
　　　　　　　　　新居浜村━新居浜町┳新居浜市━━━━┳━━━┻┳━━┳━━━━┳現在に至る
　　　　　　　　　金子村━━━━━━┫　　      　　　┃　　　　┃　　┃　く　　┃
　　　　　　　　　高津村━━━━━━┛　        　　　┃　　　　き　　┃　　　　┃け
　　　　　　　　　大島村━━━━━━━━━━━━━━━┫　　境界変更　┃　　　　┃
　　　　　　　　　多喜浜村━━━━━━━━━━━━━━┫　　　　　　　┃　　　　┃
　　　　　　　　　神郷村━━━━━━━━━━━━━━━┫　　　　　　　┃　　　　┃
　　　　　　　　　垣生村━━━━━━━━━━━━━━━┛　　　　　　　┃　　　　┃
　　　　　　　　　　　　　　　　　　　　え　　　　　　　　　　　　　　┃　　　　┃
　　　　　　　　　角野村━━━━━━━━角野町━━━━━━━━━━━━┛　　　　┃
　　　　　　　　　　　　　　　　　　　　　　　　　　　　　　　　　　　　　　　　┃
　　　　　　　　　別子山村━━━━━━━━━━━━━━━━━━━━━━━━━━━┛

あ　明治41年1月1日　新居浜村が町制施行し新居浜町となる
い　昭和12年11月3日　新居浜町が金子村、高津村と合併、市制施行し新居浜市となる
う　昭和14年3月10日　泉川村が町制施行し、泉川町となる
え　昭和14年10月1日　角野村が町制施行し、角野町となる
お　昭和17年4月1日　中萩村が町制施行し、中萩町となる
か　昭和28年5月3日　新居浜市が、大島村、多喜浜村、神郷村、垣生村を編入
き　昭和31年9月28日　大生院の一部が西条市へ境界変更
く　昭和34年4月1日　新居浜市が、角野町を編入
け　平成15年4月1日　新居浜市が、宇摩郡別子山村を編入

（注記）船木村以外の合併以前の系譜はそれぞれの市町村の記事を参照のこと。

```

## 地域
合併・発足の2村がそのまま大字となった。
船木（ふなき）、種子川（たねがわ）
主要集落に、池田、元船木、高祖、上原、長野、関ノ戸、檜ノ端（ひのきのはな）など。合併後の昭和40年代に住宅団地の開発が始まるまでは純農村であった。

## 教育
- 船木小学校
- 船木中学校

## 交通
村内に鉄道はなかった。
国道が当村を東西に横断している。現在の国道11号